# Калишское княжество
Калишское княжество (лат. Ducatus Calisiensis; пол. Księstwo kaliskie) — средневековое княжество в историческом регионе Великая Польша со столицей в Калише.

## История
Согласно завещанию Болеслава Кривоустого 1138 года, Польша была разделена на пять частей, а центральная часть должна была образовать Сеньориальный удел, который бы передавался старшему князю из рода Пястов. Город Калиш с окрестностями, будучи исторически частью региона Великая Польша, не вошёл в состав Великопольского княжества, а стал частью Сеньориального удела.
В 1177 году князь Казимир II Справедливый поднял восстание против своего брата, князя-принцепса Мешко III, и завладел Калишем, сделав его самостоятельным княжеством и став его первым князем. В 1181 году Мешко III вернул все свои земли, но также захватил Гнезно и Калиш. В 1182 году произошло первое разделение Великопольского княжества: Мешко III стал править в Калишском, Гнезненском и большей части Познанского княжества. Его старший сын Одон получил часть Познанского княжества южнее реки Обра.
В 1191 году Мешко III передал Калишское княжество своему сыну Мешко Младшему, а после его смерти в 1193 году – старшему сыну Одону. В 1194 году умер и Одон, и Мешко III вернул княжество себе.
После смерти Мешко III в 1202 году Калишем завладел его младший сын Владислав III Тонконогий. В 1206 году он передал его вроцлавскому княю Генриху I Бородатому, который в 1207 году вернул его внуку Мешко III Владиславу Одоничу. Одонич и Владислав Тонконогий поочередно владели Калишем до 1234 года, когда Генрих Бородатый снова завладел им и вскоре передал находившимся под его опекой двоюродным племянникам Мешко II и Владиславу Опольским.
Опольские князья владели Калишем до 1244 году, когда окрепшие сыновья Владислава Одонича Пшемысл I и Болеслав Набожный вернули княжество великопольской ветви Пястов.
В 1279 году Пшемысл II, последний представитель великопольской ветви по мужской линии, объединил три великопольских княжества в единое княжество.. Оно просуществовало до 1306 года, когда силезские князья вновь завладели Великой Польшей и разделили её территорию. Это положение сохранялось до 1314 года, когда князь Владислав I Локетек завладел всеми великопольскими землями и воссоздал Великопольское княжество.
Спустя шесть лет, в 1320 году, Владислав I Локетек был коронован как король Польши и Великопольское княжество прекратило своё существование. Территория бывшего Калишского княжества вошла в состав Польского королевства, став частью Калишского воеводства.

## Князья Калиша
| #                                                | Портрет                                          | Имя (годы жизни)                                                 | Родители                                               | Годы правления      | Примечания |
| ------------------------------------------------ | ------------------------------------------------ | ---------------------------------------------------------------- | ------------------------------------------------------ | ------------------- | --- |
| 1                                                |                                                  | Казимир II Справедливый (1138 — 5 мая 1194)                      | Болеслав III Кривоустый Саломея фон Берг               | 1177–1181           | князь-принцепс Польши (с 1177 по 1191 и с 1191 по 1194 год), князь Сандомирский (с 1173 по 1194 годы), Гнезненский (с 1177 по 1181 год), Мазовецкий (с 1186 по 1194 год) |
| 2                                                |                                                  | Мешко III (1126/1127 — 13 марта 1202)                            | Болеслав III Кривоустый Саломея фон Берг               | 1181–1191 1194–1202 | князь-принцепс Польши (с 1173 по 1177, 1191, с 1198 по 1199, с 1199 по 1202 год), князь Великопольский (c 1138 по 1179 год), Познанский (с 1182 по 1202 год), Гнезненский (с 1181 по 1202 год)                                                                                                  |
| 3                                                |                                                  | Мешко Младший (1160/1165 — 2 августа 1193)                       | Мешко III Евдокия Изяславна                            | 1191–1193           | |
| 4                                                |                                                  | Одон I Великопольский (1141/1149 — 20 апреля 1194)               | Мешко III Елизавета Венгерская                         | 1193–1194           | князь Познанский (с 1182 по 1193 годы) |
| 5                                                |                                                  | Владислав III Тонконогий (1161/1166 — 3 ноября 1231)             | Мешко III Евдокия Изяславна                            | 1202–1206 1217–1229 | князь-принцепс Польши (с 1202 по 1206 и с 1228 по 1229 год), князь Познанский (с 1202 по 1216 и с 1217 по 1229 год), Гнезненский (с 1202 по 1229 год) |
| 6                                                |                                                  | Генрих I Бородатый (1165/1170 — 19 марта 1238)                   | Болеслав I Долговязый Кристина                         | 1206–1207 1234      | князь-принцепс Польши (с 1232 по 1238 год), князь Вроцлавский (с 1201 по 1238 год), Опольский (с 1201 по 1202 год), Познанский (с 1234 по 1238 год) |
| 7                                                |                                                  | Владислав Одонич (ок. 1190 — 5 июня 1239)                        | Одон I Великопольский Вышеслава Галицкая               | 1207–1217 1229–1234 | князь Познанский (с 1194 по 1217 и с 1229 по 1239 год), Гнезненский (с 1229 по 1234 год) |
| 8                                                |                                                  | Мешко II Опольский (ок.1220 — 18/22 октября 1246)                | Казимир I Опольский Виола Болгарская                   | 1234–1239           | князь Опольско-ратиборский (с 1230 по 1246 год) |
| 9                                                |                                                  | Владислав Опольский (ок.1225 — 27 августа/13 сентября 1281/1282) | Казимир I Опольский Виола Болгарская                   | 1234–1244           | князь Опольско-ратиборский (с 1246 по 1281/1282 год) |
| 10                                               |                                                  | Пшемысл I (1220/1221 — 4 июня 1257)                              | Владислав Одонич Ядвига                                | 1244–1247 1249–1253 | князь Познанский (с 1241 по 1257 год), Гнезненский (с 1241 по 1249 и с 1250 по 1253 год) |
| 11                                               |                                                  | Болеслав Набожный (1224/1227 — 14 апреля 1279)                   | Владислав Одонич Ядвига                                | 1244–1249 1253–1279 | князь Познанский (с 1241 по 1247 и с 1257 по 1273 год), Гнезненский (с 1241 по 1247, с 1249 по 1250 и с 1253 по 1279 год), князь Иновроцлавский (с 1271 по 1273 год) |
| В составе единого Великопольского княжества      | В составе единого Великопольского княжества      | В составе единого Великопольского княжества                      | В составе единого Великопольского княжества            | 1279–1305           | |
| 12                                               |                                                  | Болеслав III Расточитель (23 сентября 1291 — 21 апреля 1352)     | Генрих V Брюхатый Елизавета Калишская                  | 1306–1307           | князь Вроцлавский (с 1296 по 1311), князь Легницкий (с 1296 по 1311 и с 1312 по 1342 год), Опавский (с 1308 по 1311 год), Бжегский (с 1311 по 1352 год), Намыслувский (с 1323 по 1338 и в 1342 году)                                                                                            |
| 13                                               |                                                  | Генрих III Глогувский (1251/1260 — 3 декабря 1309)               | Конрад I Глогувский Саломея Великопольская             | 1307–1309           | князь Глогувский (с 1273/1274 по 1309 год), Сцинавский (с 1290 по 1309 год), князь Жаганьский (с 1304 по 1309 год), Познанский (с 1306 по 1309 год), Гнезненский (с 1306 по 1309 год) |
| 14                                               |                                                  | Генрих IV Верный (1291/1292 — 22 января 1342)                    | Генрих III Глогувский Матильда Брауншвейг-Люнебургская | 1309–1312           | князь Глогувский (с 1318 по 1321 год), Сцинавский (с 1309 по 1317 годы), Жаганьский (с 1309 по 1342 годы), Познанский (с 1309 по 1314 год), Гнезненский (с 1309 по 1312 год) |
| 15                                               |                                                  | Ян Сцинавский (1296/1300 — 7 октября 1361/19 мая 1365)           | Генрих III Глоговский Матильда Брауншвейг-Люнебургская | 1309–1312           | князь Жаганьский (с 1309 по 1317 год), Сцинавский (с 1309 по 1361/1365 год), князь Познанский (с 1309 по 1314 год), Гнезненский (с 1309 по 1312 год) |
| 16                                               |                                                  | Пшемысл Глоговский (1300/1308 — 11 января 1331)                  | Генрих III Глогувский Матильда Брауншвейг-Люнебургская | 1309–1312           | князь Глогувский (с 1318 по 1331 год), Сцинавский (с 1309 по 1317 год), Жаганьский (с 1309 по 1321 год), Познанский (с 1309 по 1314 год), Гнезненский (с 1309 по 1312 год) |
| 17                                               |                                                  | Болеслав Олесницкий (1293/1296 — 1320/1321)                      | Генрих III Глоговский Матильда Брауншвейг-Люнебургская | 1309–1313           | князь Жаганьский (с 1309 по 1312 год), Олесницкий (с 1312 по 1366 год), Сцинавский (с 1309 по 1312 год), Познанский (с 1309 по 1312 год), князь Гнезненский (с 1309 по 1314 год) |
| 18                                               |                                                  | Конрад I Олесницкий (1292/1298 — 22/27 сентября 1366)            | Генрих III Глогувский Матильда Брауншвейг-Люнебургская | 1309–1314           | князь Жаганьский (с 1309 по 1312 год), Олесницкий (с 1312 по 1313 и с 1321 по 1366 год), Сцинавский (с 1309 по 1312 год), Намыслувский (с 1313 по 1323 год), Познанский (с 1309 по 1312 год), Гнезненский (с 1309 по 1313 год), Козленский (с 1355 по 1366 год), Бытомский (с 1357 по 1366 год) |
| Вошло в состав единого Великопольского княжества | Вошло в состав единого Великопольского княжества | Вошло в состав единого Великопольского княжества                 | Вошло в состав единого Великопольского княжества       | 1314                | |